# Ga Yeouido
Ga Yeouido (Tiếng Hàn: 여의도역, Hanja: 汝矣島驛) là ga trung chuyển trên Tàu điện ngầm vùng thủ đô Seoul tuyến 5 và Tàu điện ngầm Seoul tuyến 9 ở Yeouido-dong, Yeongdeungpo-gu, Seoul. Nó là phục vụ trên một đảo có cùng tên, Yeouido, một trong những trung tâm tài chính lớn nhất Seoul. Công viên Yeouido nằm gần nhà ga này.

## Lịch sử
- 12 tháng 8 năm 1996: Bắt đầu hoạt động như là điểm dừng cuối cùng cùng với việc khai trương đoạn Kkachisan ~ Yeouido của Tàu điện ngầm Seoul tuyến 5.
- 30 tháng 12 năm 1996: Đoạn Yeouido ~ Wangsimni của Tàu điện ngầm Seoul tuyến 5 được mở rộng và mở rộng để trở thành ga trung gian.[1]
- 18 tháng 9 năm 2008: Tên ga tàu điện ngầm Seoul tuyến 9 được xác định là Ga Yeouido [2]
- 24 tháng 7 năm 2009: Trở thành ga trung chuyển với việc khai trương đoạn Gaehwa ~ Sinnonhyeon của Tàu điện ngầm Seoul tuyến 9.
- 15 tháng 4 năm 2021 ~ 9 tháng 4 năm 2025: Lối ra 2 đóng cửa do việc xây dựng Tuyến Sinansan

## Bố trí ga

### Tuyến số 5 (B4F)
| Singil ↑    |
| \| W/B      |
| ↓ Yeouinaru |

| Hướng Tây  | ●Tuyến 5 | ← Hướng đi Singil · Kkachisan · Sân bay Quốc tế Gimpo · Banghwa  |
| Hướng Đông | ●Tuyến 5 | → Hướng đi Gongdeok · Gwanghwamun · Hanam Geomdansan · Macheon → |

| Tuyến và hướng                                       | Chuyển tuyến nhanh |
| ---------------------------------------------------- | ------------------ |
| Tuyến 5 (Hướng Banghwa) → Tuyến 9                    | 5-4                |
| Tuyến 5 (Hướng Hannam Geomdansan, Macheon) → Tuyến 9 | 5-4                |

### Tuyến số 9 (B2F)
| Quốc hội (Địa phương) ↑ Dangsan (Tốc hành) ↑    |
| \| W/B                                          |
| ↓ Noryangjin (Tốc hành) ↓ Saetgang (Địa phương) |

| Hướng Tây  | ● Tuyến 9 | Địa phương · Tốc hành | ← Hướng đi Dangsan · Yeomchang · Sân bay Quốc tế Gimpo · Gaehwa                              |
| Hướng Đông | ● Tuyến 9 | Địa phương · Tốc hành | → Hướng đi Noryangjin · Sinnonhyeon · Seonjeongneung · Bệnh viện cựu chiến binh Trung ương → |

| Tuyến và hướng                                                | Chuyển tuyến nhanh |
| ------------------------------------------------------------- | ------------------ |
| Tuyến 9 (Hướng Bệnh viện cựu chiến binh Trung ương) → Tuyến 5 | 4-3                |
| Tuyến 9 (Hướng Gaehwa, Sân bay Quốc tế Gimpo) → Tuyến 5       | 3-3                |

## Xung quanh nhà ga
| Lối ra \| 나가는 곳 \| Exit \| 出口 | Lối ra \| 나가는 곳 \| Exit \| 出口 |
| ----------------------------------- | --- |
| 1                                   | Gwangjang APT Trường tư thục Pension Hall |
| 2 (Đang xây dựng)                   | Dịch vụ giám sát tài chính (Financial Supervisory Service) Liên đoàn Trung tâm Công nghiệp Hàn Quốc Bến du thuyền |
| 3                                   | Tòa nhà Quốc hội Hàn Quốc Công viên Yeouido Trung tâm Tài chính Quốc tế Seoul (IFC) Trung tâm Giao thông Yeouido Hệ thống Phát thanh Hàn Quốc (KBS) The Hyundai Seoul Parc One Tower Tổ chức Y tế Hàn Quốc Trung tâm Khám sức khỏe Tổng công ty Bảo hiểm Y tế Quốc gia Chi nhánh phía Bắc Yeongdeungpo |
| 4 (Đang xây dựng)                   | Tập đoàn kinh doanh vừa và nhỏ Hyundai Department Store Parc One Tower Hướng đi Ga Yeouinaru KMI Korea Medical Research Institute |
| 5                                   | Ngân hàng KB Kookmin (Yeouido) Korea Exchange Korea Teachers' Credit Union Hall (The-K Tower) Korea Broadcasting Corporation (KBS) Annex Bưu điện Yeouido Hướng đi công viên Hangang |
| 6                                   | Miseong APT Yeouido Xi APT Trường tiểu học Yoonjung Trường trung học cơ sở Yunjung Công viên sinh thái Yeouido Saetgang |

## Thay đổi hành khách
| Năm | Số lượng hành khách (người)                      | Số lượng hành khách (người)          | Tổng cộng | Số hành khách chuyển tuyến | Ghi chú |
| Năm | liên kết=Tàu điện ngầm vùng thủ đô Seoul tuyến 5 | liên kết=Tàu điện ngầm Seoul tuyến 9 | Tổng cộng | ↔                          | Ghi chú |
| --- | ------------------------------------------------ | ------------------------------------ | --------- | -------------------------- | ------- |
| 2000 | 59,857                                           |                                      |           |                            |         |
| 2001 | 64,494                                           |                                      |           |                            |         |
| 2002 | 65,546                                           |                                      |           |                            |         |
| 2003 | 64,928                                           |                                      |           |                            |         |
| 2004 | 57,421                                           |                                      |           |                            |         |
| 2005 | 58,666                                           |                                      |           |                            |         |
| 2006 | 57,973                                           |                                      |           |                            |         |
| 2007 | 58,574                                           |                                      |           |                            |         |
| 2008 | 56,827                                           |                                      |           |                            |         |
| 2009 | 50,425                                           | 15,721                               | 66,146    | 23,140                     | [ 6 ]   |
| 2010 | 42,342                                           | 19,753                               | 62,095    | 31,136                     |         |
| 2011 | 41,789                                           | 22,367                               | 64,156    | 34,954                     |         |
| 2012 | 43,783                                           | 27,073                               | 70,856    | 39,970                     |         |
| 2013 | 45,982                                           | 31,404                               | 77,386    | 42,416                     |         |
| 2014 | 46,292                                           | 33,113                               | 79,405    | 44,090                     |         |
| 2015 | 47,248                                           | 34,891                               | 82,139    | 45,429                     |         |
| 2016 | 48,363                                           | 36,760                               | 85,123    | 46,390                     |         |
| 2017 | 47,281                                           | 37,488                               | 84,769    | 46,944                     |         |
| 2018 | 47,482                                           | 38,094                               | 85,576    | 47,401                     |         |
| 2019 | 49,262                                           | 42,874                               | 92,136    | 48,917                     |         |
| 2020 | 39,466                                           | 34,165                               | 73,631    | 37,957                     |         |
| 2021 | 43,223                                           | 39,214                               | 82,437    | 39,414                     |         |
| 2022 | 49,231                                           | 46,905                               | 96,136    | 45,915                     |         |
| 2023 | 53,330                                           | 51,617                               | 104,947   | 50,913                     |         |
| Nguồn |                                                  |                                      |           |                            |         |
| : Phòng dữ liệu Tổng công ty Vận tải Seoul : Phòng dữ liệu Tàu điện ngầm Seoul tuyến 9 Lưu trữ ngày 25 tháng 9 năm 2023 tại Wayback Machine |                                                  |                                      |           |                            |         |

## Hình ảnh

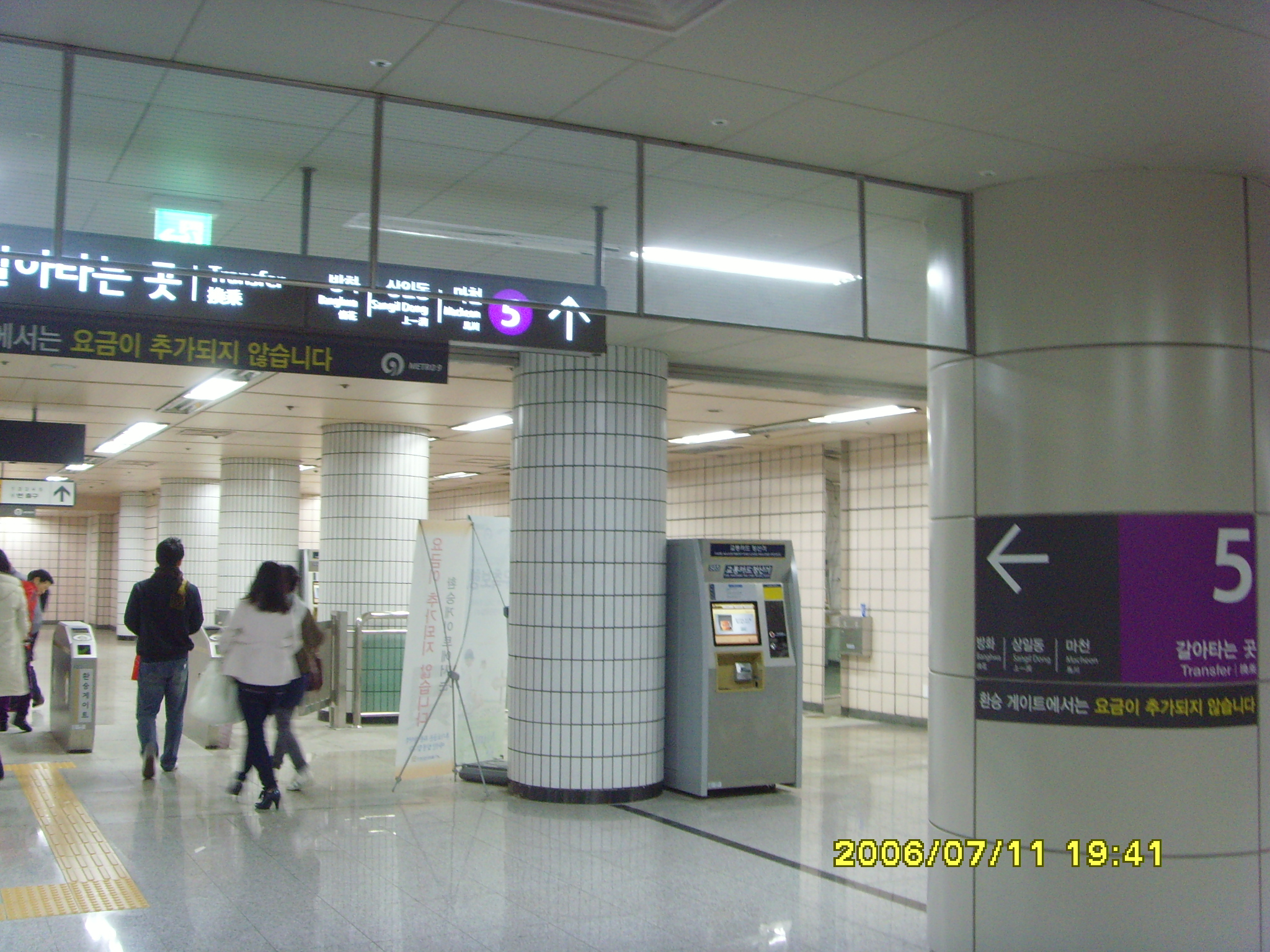
Lối đi chuyển tuyến (Tuyến 9 → Tuyến 5)
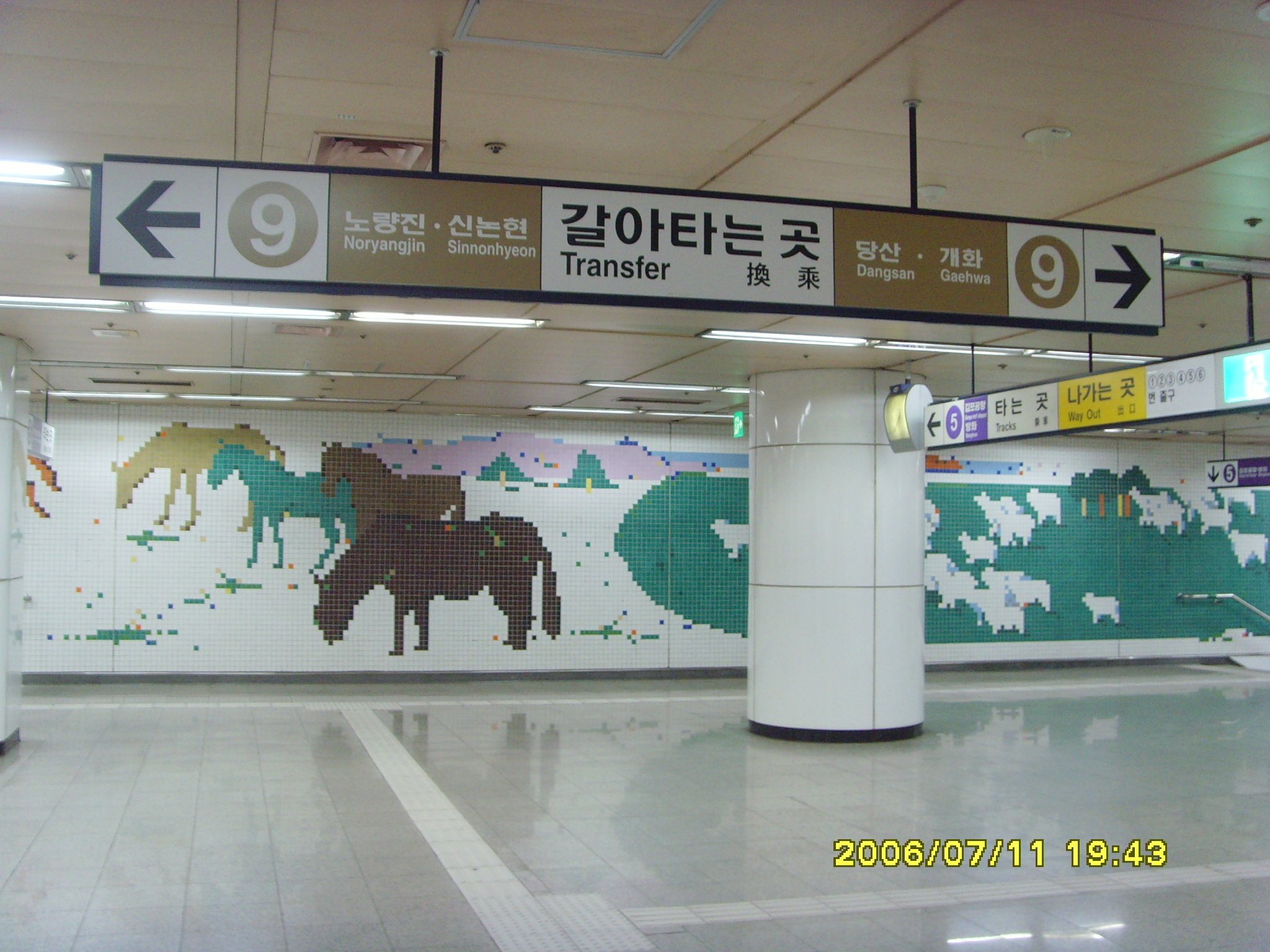
Lối đi chuyển tuyến (Tuyến 5 → Tuyến 9)
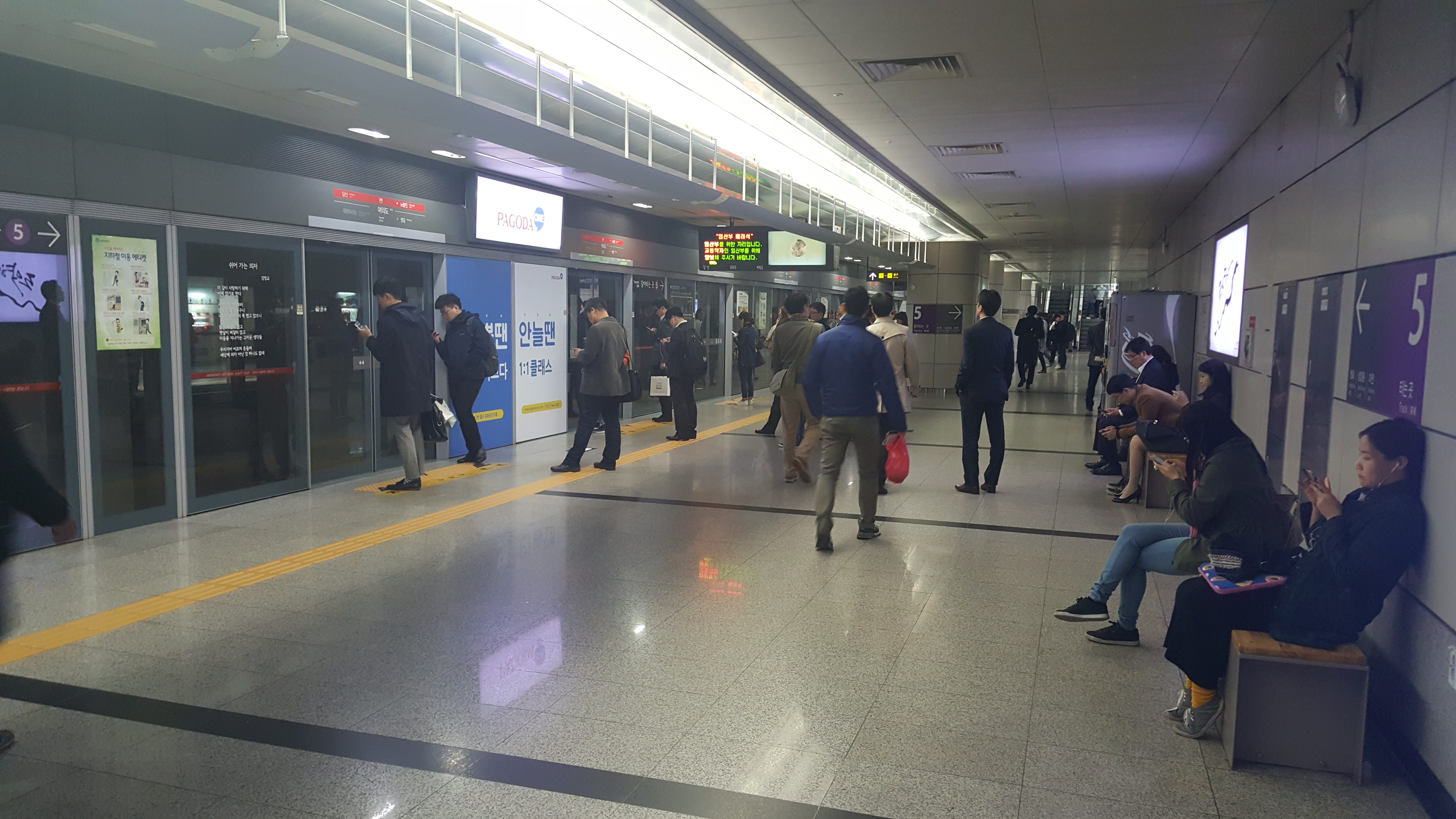
Sân ga Tuyến 9 tháng 4 năm 2016
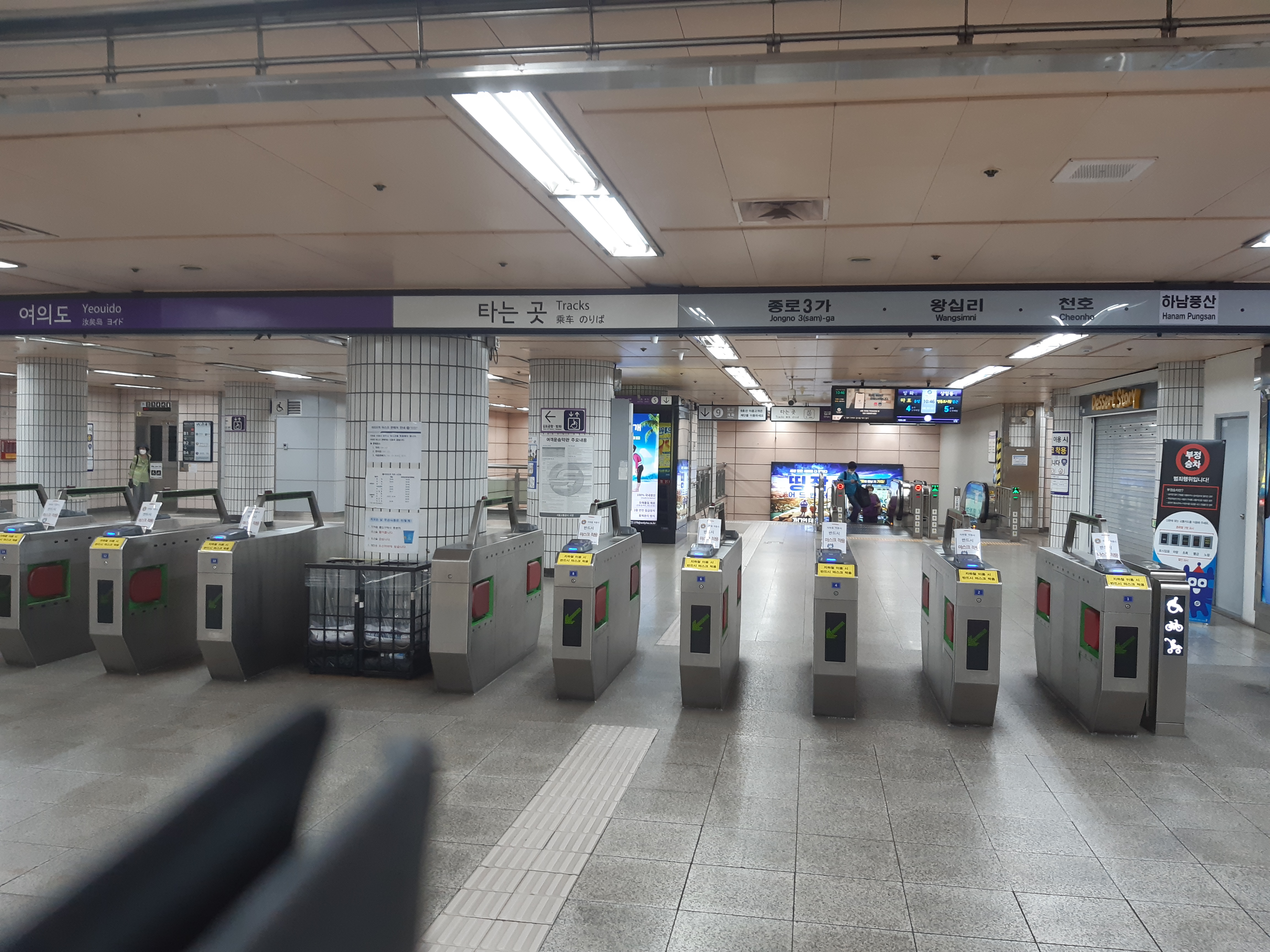
Cửa soát vé Tuyến 5
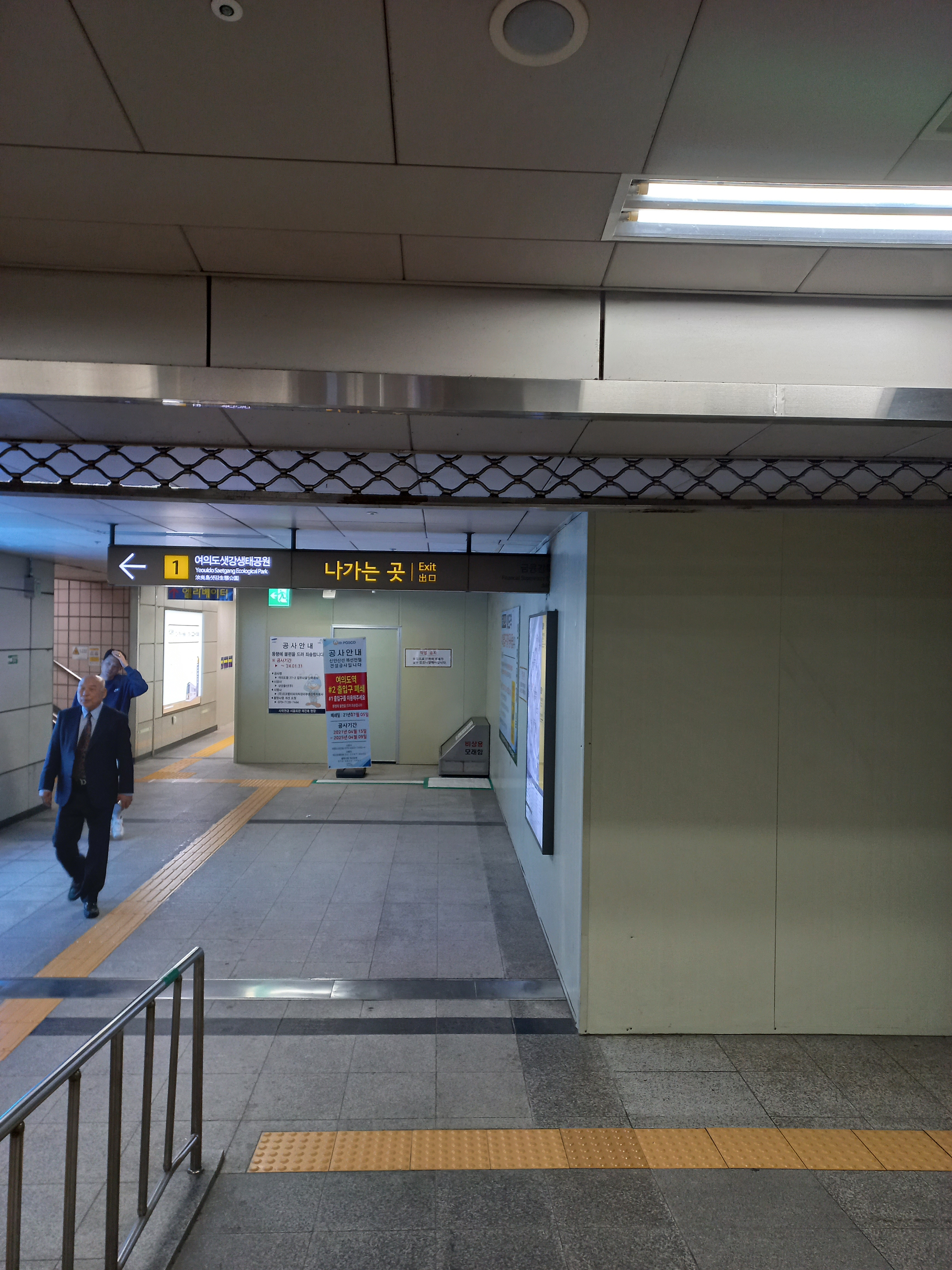
Lối ra 2 đã đóng
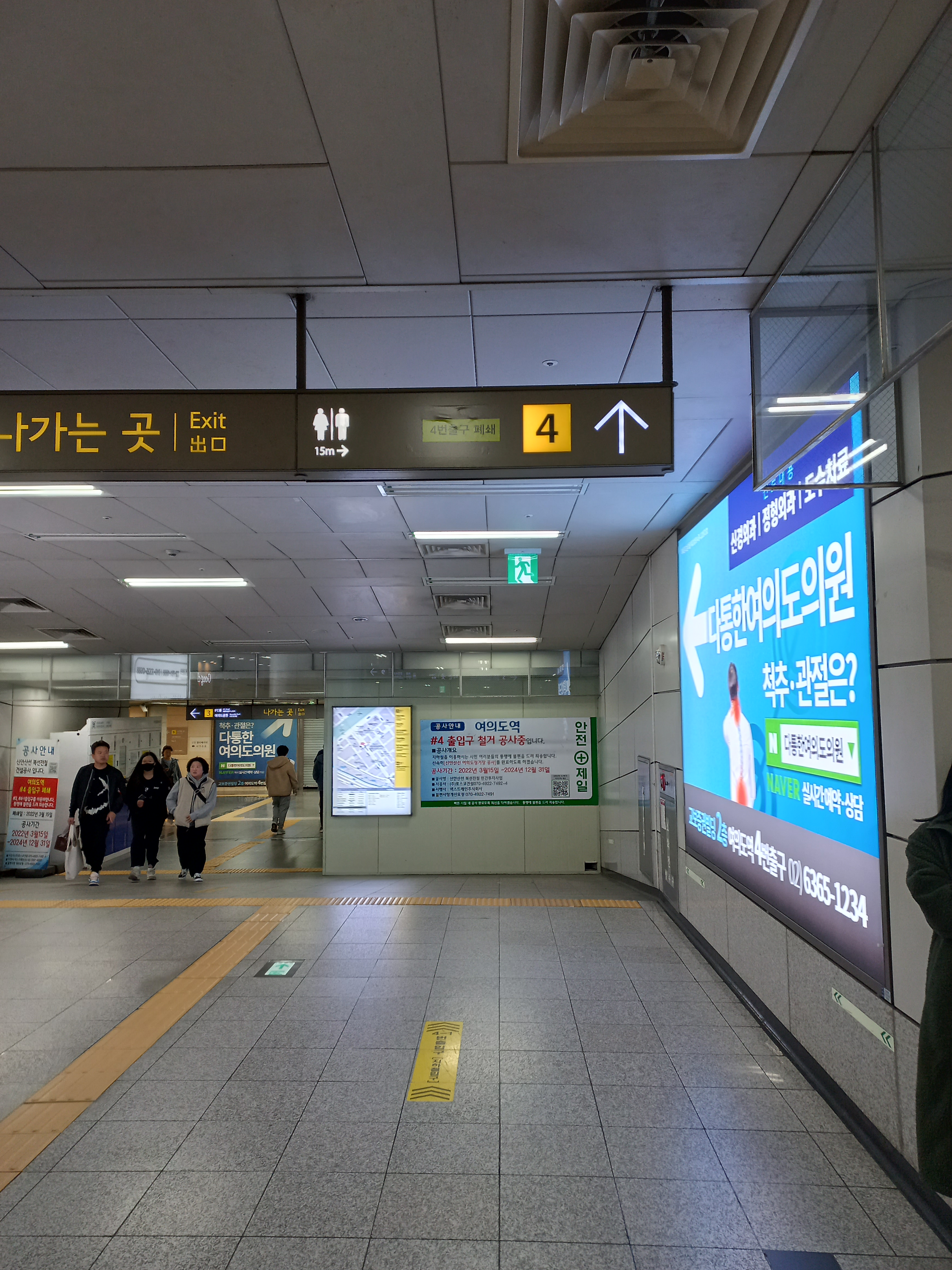
Lối ra 4 đã đóng